# Semiothisa penumbrata
Semiothisa penumbrata là một loài bướm đêm trong họ Geometridae.